# フェザー河の襲撃
『フェザー河の襲撃』（フェザーがわのしゅうげき、英:The Charge at Feather River）は1953年のアメリカ合衆国の西部劇映画。監督はゴードン・ダグラス。出演はガイ・マディソンなど。
初公開時は3D映画として公開され、矢や槍などの武器が観客に飛んでくることが話題となった。
本作の登場人物であるウィルヘルム二等兵が上げた悲鳴は、後に様々な映画等の作品で用いられ有名な悲鳴の音響素材「ウィルヘルムの叫び」の名称の由来となった。

## キャスト
※括弧内は日本語吹替（初回放送1968年2月18日『日曜洋画劇場』）
- アーチャー：ガイ・マディソン（羽佐間道夫）
- ベイカー軍曹：フランク・ラブジョイ（大塚周夫）
- アン：ヘレン・ウェストコット
- ジェニー：ヴェラ・マイルズ
- カレン：ディック・ウェッソン
- ジョンソン：オンスロー・スティーブンス
- ライアン：スティーブ・ブローディー
- コナーズ：ジェームズ・ブラウン
- ウィルヘルム：ラルフ・ブルックス[5]